# Naufrágio de Sepúlveda
Naufrágio de Sepulveda – epos portugalskiego poety Jerónima Corte-Reala, opublikowany po raz pierwszy w 1598. Utwór opowiada o śmierci Manuela de Sepúlveda i jego rodziny, którzy zginęli z rąk tubylców w Natalu, po tym, jak ich statek rozbił się w drodze do Indii. Poemat został napisany częściowo wierszem białym, a częściowo oktawą. Utwór składa się z siedemnastu pieśni. Poemat został oparty na znanej historii, wykorzystanej wcześniej przez Luísa de Camõesa w Luzjadach.